# دروهانوو
دروهانوو (به چکی: Druhanov) یک منطقهٔ مسکونی در جمهوری چک است که در ناحیه هاولیتشکوف برود واقع شده‌است. دروهانوو ۳٫۹۱ کیلومتر مربع مساحت و ۱۶۱ نفر جمعیت دارد و ۴۹۶ متر بالاتر از سطح دریا واقع شده‌است.